# 印尼航星航空7503号班机空难
印尼航星航空7503号班机双水獭飞机自南苏拉威西省马桑巴起飞，计划降落于南苏拉威西省望加锡机场。于当地时间2015年10月2日下午3时左右失去联絡。机上载有10人，包括7位乘客及3位机组人员，10月7日失联小客机在恩雷康县的山区被找到，10人全数罹难。